# 菊地董
菊地 董（きくち ただす、1941年（昭和16年）10月29日 - ）は、日本の政治家、実業家。元衆議院議員（1期）。

## 経歴
静岡県田方郡修善寺町（現・伊豆市）出身。日本社会事業大学中退。その後、佐々木更三の秘書を務め、会社を経営する。
1996年（平成8年）の第41回衆議院議員総選挙で、静岡7区に社会民主党から立候補して落選。2000年（平成12年）2月22日、前島秀行の死去により、重複立候補していた比例代表東海ブロックから繰上当選となった。同年6月の第42回総選挙で静岡県第5区に立候補し、落選した。
その後、(株) アジア太平洋センター代表取締役に就任した。

## 著作
- 『カンボジア・ベトナム関係史』くらすなや書房、1988年。
- 『中国食養紀行』東洋医学舎、2004年。
- 『駕籠をかついだ人々 : 自伝的回想』アジア太平洋センター、2009年。